# Planchonella clemensii
Planchonella clemensii är en tvåhjärtbladig växtart som först beskrevs av Paul Lecomte, och fick sitt nu gällande namn av Pieter van Royen. Planchonella clemensii ingår i släktet Planchonella och familjen Sapotaceae. Inga underarter finns listade i Catalogue of Life.